# Matt Grosjean
Matthew Reid Grosjean detto Matt (Chicago, 21 settembre 1970) è un ex sciatore alpino statunitense.

## Biografia
Grosjean, originario di Steamboat Springs, debuttò in campo internazionale ai Mondiali juniores di Madonna di Campiglio 1988 e ottenne il primo piazzamento di rilievo in Coppa del Mondo il 23 novembre 1991 a Park City in slalom gigante (23º). Esordì ai Giochi olimpici invernali ad Albertville 1992, dove si classificò 10º nello slalom speciale e non completò lo slalom gigante, e ai Campionati mondiali a Morioka 1993, dove si piazzò 15º nello slalom speciale. Ai XVII Giochi olimpici invernali di Lillehammer 1994 non completò lo slalom speciale e anche ai Mondiali di Sierra Nevada 1996 non portò a termine la gara nella medesima specialità; ancora in slalom speciale il 26 novembre 1996 conquistò a Beaver Creek l'ultima vittoria in Nor-Am Cup, nonché ultimo podio, e ottenne il miglior piazzamento in Coppa del Mondo, il 6 gennaio 1997 a Kranjska Gora (4º).
Ai Mondiali di Sestriere 1997, sua ultima presenza iridata, si classificò 19º nello slalom speciale; l'anno dopo replicò il miglior piazzamento in Coppa del Mondo, il 18 gennaio 1998 a Veysonnaz in combinata (4º), e ai XVIII Giochi olimpici invernali di Nagano 1998, sua ultima presenza olimpica, fu 15º nello slalom speciale e non completò la combinata. Prese per l'ultima volta il via in Coppa del Mondo il 1º marzo 1998 a Yongpyong in slalom speciale (26º) e si ritirò al termine di quella stessa stagione 1997-1998; la sua ultima gara fu lo slalom speciale dei Campionati statunitensi 1998, disputato il 25 marzo a Jackson e non completato da Grosjean.

## Palmarès

### Coppa del Mondo
- Miglior piazzamento in classifica generale: 49º nel 1997

### Coppa Europa
- 2 podi (dati dalla stagione 1994-1995):
  - 1 vittoria
  - 1 terzo posto

#### Coppa Europa - vittorie
| Data            | Località        | Paese   | Specialità |
| --------------- | --------------- | ------- | ---------- |
| 8 dicembre 1996 | Serre Chevalier | Francia | SL         |

Legenda:

SL = slalom speciale

### Nor-Am Cup
- 6 podi (dati dalla stagione 1994-1995):
  - 5 vittorie
  - 1 secondo posto

#### Nor-Am Cup - vittorie
| Data             | Località       | Paese       | Specialità |
| ---------------- | -------------- | ----------- | ---------- |
| 3 gennaio 1995   | Bromont        | Canada      | SL         |
| 1º aprile 1995   | Mount Bachelor | Stati Uniti | SL         |
| 4 aprile 1995    | Whistler       | Canada      | SL         |
| 13 dicembre 1995 | Mount Snow     | Stati Uniti | SL         |
| 26 novembre 1996 | Beaver Creek   | Stati Uniti | SL         |

Legenda:

SL = slalom speciale

### Campionati statunitensi
- 2 medaglie (dati dalla stagione 1994-1995):
  - 1 oro (slalom speciale nel 1995)
  - 1 bronzo (slalom speciale nel 1997)